# Panoramic View of Multnomah Falls
Panoramic View of Multnomah Falls je americký němý film z roku 1904. Režisérem je Harry Buckwalter (1867–1930). Film trvá necelé dvě minuty.

## Děj
Film zachycuje vodopád Multnomah Falls, který se nachází v kaňonu Columbia River Gorge na řece Columbia v okrese Multnomah County v americkém státě Oregon.